# مركز السرطان التابع للمعهد الوطني للسرطان
مركز السرطان التابع للمعهد الوطني للسرطان (بالإنجليزية: NCI-designated Cancer Center)‏ هو مجموعة من إحدلا وسبعين مُؤسسة بحثية للسرطان في الولايات المتحدة، والتي يدعمها المعهد الوطني للسرطان.